# Mujaahid Maynard
Mujaahid M. Maynard (ur. 9 kwietnia 1971) – amerykański zapaśnik w stylu klasycznym. Występował na Igrzyskach w Atlancie 1996 w wadze do 48 kg, gdzie zajął 13 miejsce. Piąty na mistrzostwach świata w 1995. Złoty medalista Igrzysk Panamerykańskich z 1995. Piąty w Pucharze Świata w 1995 roku. Zawodnik University of Colorado Colorado Springs.